# Teodosie I al Constantinopolului
Teodosie Borradiotes (în greacă Θεοδόσιος Α Βορραδιώτης, transliterat: Theodosios I Borradiōtēs; n. secolul al XII-lea, Antiohia, provincia Hatay, Turcia – d. secolul al XII-lea, Constantinopol, Imperiul Roman de Răsărit) a fost un cleric ortodox bizantin, care a îndeplinit funcția de patriarh ecumenic al Constantinopolului din iulie 1179 până în august 1183.
El s-a alăturat Mariei Porfirogeneta și soțului ei, Rénier de Montferrat, în timpul complotului lor împotriva regentei Maria a Antiohiei și a protosebastosului Alexie Comnen. A fost alungat din Constantinopol atunci când protosebastosul a încercat să-l detroneze, dar s-a întors triumfător în oraș după o răscoală populară.
După preluarea puterii de către Andronic I Comnenul, patriarhul Teodosie, sprijinit de câțiva prelați și de un număr mic de senatori, s-a opus planului noului împărat de a-și căsători una dintre fiicele sale naturale, Irina, cu Alexie, fiul ilegitim al împăratului Manuel I Comnen, considerând că această căsătorie ar fi incestuoasă. Convins de inutilitatea opoziției sale, Teodosie s-a retras la mănăstirea de pe insula Terebinthos⁠(en)[traduceți]. Andronic I Comnenul l-a numit ca succesor pe Vasile al II-lea Kamateros, care s-a grăbit să-și afirme supunerea față de împărat.

## Biografie

### În timpul domniei lui Manuel I
Teodosie s-a născut într-o familie de origine armeană sau siriană din Antiohia și purta numele Borradiotes deoarece era călugăr la Mănăstirea Borradios (sau Agios Auxentios). A fost un călugăr învățat și evlavios, care a câștigat dragostea poporului din Constantinopol.
Nu se cunoaște data exactă a începutului păstoririi sale. Teologul și bizantinologul francez Venance Grumel (secretar al Revue des études byzantines și autor al unei cronologii a patriarhilor de Constantinopol) susține că Teodosie a fost ales patriarh al Constantinopolului cândva între februarie și 30 iulie 1179 (data semnării unui document). Majoritatea cataloagelor vechi fixează durata păstoririi patriarhului Teodosie la 3 ani, cu excepția copistului Nichifor Calist, care îi atribuie 6 ani, și a lui Leunclavius, care omite să o treacă. Unele surse mai recente menționează că patriarhul Teodosie I a păstorit în perioada 1178–1183 (listele lui Karl Krumbacher) sau în perioada 1178 – vara anului 1183 (Dictionnaire de théologie catholique). Grumel datează cu destulă aproximație sfârșitul păstoririi patriarhului în august 1183, deoarece Teodosie era încă pe tronul patriarhal atunci când Maria a Antiohiei a fost înlăturată din regență în iulie sau august 1183, dar nu mai era patriarh la 3 septembrie 1183, când a avut loc încoronarea regentului Andronic I în calitate de cobazileu al imperiului. Cifra de 6 ani pe care o atribuie Nichifor Calist provine din încurcarea literei gamma cu digamma, iar cifle de 3 ani se explică prin faptul că Teodosie a părăsit temporar tronul patriarhal în vara anului 1182, la presiunea protosebastosului Alexie.
Noul patriarh al Constantinopolului a păstorit într-o epocă istorică tulbure marcată de instabilitatea din interiorul imperiului, fiind nevoit să colaboreze cu trei împărați bizantini diferiți. În calitate de patriarh, Teodosie a trebuit să facă față complicațiilor cauzate de instabilitatea politică instaurată după moartea împăratului bizantin Manuel I Comnen (1180) și urcarea pe tron a succesorului său minor, Alexie al II-lea (1180-1183). Epoca domniei împăratului Manuel Comnen (1143–1180) este considerată de istorici o epocă de aur.
Împăratul era la sfârșitul domniei sale atunci când Teodosie a devenit patriarh. Teodosie a avut inițial o dispută cu împăratul Manuel I pe tema convertirii musulmanilor. Până atunci, Biserica Constantinopolitană îi forța pe musulmanii care se converteau sau reveneau la creștinism să treacă printr-un ritual strict de penitență, care includea rostirea a 22 de blesteme împotriva islamului, a profetului Mahomed și a lui Allah. Împăratul voia să ușureze convertirea musulmanilor prin renunțarea la rostirea blestemelor, susținând că Allah este identic cu Dumnezeul creștin.
Potrivit împăratului, blestemarea lui Allah îi alunga pe musulmanii care voiau să accepte creștinismul și nu era corect să se blesteme un zeu care, după Manuel I, era identic cu Dumnezeul Vechiului Testament, adorat de creștini. Manuel susținea că islamul urmează, într-o formă foarte distorsionată, tradițiile religioase din Vechiul Testament și, din acest motiv, insista să fie ridicate blestemele ritualice; el a emis două tomosuri imperiale, insistând ca ele să fie acceptate de Biserică. Întrucât intențiile împăratului amenințau doctrinele bisericești consacrate, patriarhul s-a opus cu tărie și nu a vrut să asculte niciun argument în favoarea modificărilor propuse. Potrivit patriarhului, zeul musulman a fost inventat de un impostor și era perceput ca având o existență materială. Din cauza opoziției patriarhului, a clerului ortodox și a intelectualilor de seamă precum Niketas Choniates nu a avut loc o schimbare radicală a dogmelor ortodoxe, ci s-a adoptat în mai 1180 doar o decizie de compromis de înlocuire a ultimei anateme a penitenței cu un blestem împotriva lui Mahomed și a învățăturii sale. În cele din urmă, împăratul l-a numit pe Teodosie în consiliul de regență al fiului său minor, Alexie.

### În timpul domniei lui Alexie al II-lea
Sursele devin mai clare asupra lui Teodosie odată cu moartea împăratului Manuel Comnen în 1180. El a trebuit să se adapteze la domnia unui nou împărat după mai puțin de un an ca patriarh al Constantinopolului, dar a fost nevoit, de asemenea, să se implice în jocurile politice și conspirațiile care au marca perioada tumultoasă de tranziție care a urmat morții lui Manuel Comnen. Într-adevăr, domnia lui Manuel a fost urmată de regența văduvei sale, Maria a Antiohiei, cu care se căsătorise în 1161, deoarece copilul lor, Alexie, era prea mic pentru a domni. Administrarea imperiului printr-un consiliu de regență și vârsta fragedă a noului împărat Alexie al II-lea Comnen au slăbit considerabil însăși integritatea succesiunii lui Manuel. Această situație a permis unor membri ai familiei regale să conspire pentru a pune mâna pe coroană. Principalii conspiratori au fost Maria Porfirogeneta, fiica lui Manuel Comnen, și Andronic I Comnen, vărul lui Manuel, care au încercat să preia puterea. Patriarhul a fost nevoit să se implice fie de partea tânărului împărat Alexie al II-lea Comnen, fie de partea uzurpatorilor.
Un prim complot cu care s-a confruntat regenta Maria a Antiohiei a fost pus la cale de Maria Porfirogeneta și de soțul ei, Rénier de Montferrat, iar intervenția lui Teodosie a avut un puternic impact politic. Cauza principală a rebeliunii declanșate de Maria Porfirogeneta și soțul ei împotriva lui Alexie al II-lea și a mamei sale este faptul că împărăteasa mamă devenise amanta protosebastosului Alexie Comnen. Acesta din urmă ajunsese conducătorul de facto al imperiului ca urmare a faptului că Alexie al II-lea era încă prea tânăr. Conspiratorii, care erau susținuți de Teodosie, considerau că împărăteasa mamă și protosebastosul Alexie acumulaseră o putere prea mare și că aveau poziții politice prooccidentale. Ei se temeau, de asemenea, că-și vor pierde propria lor influență în politica Bizanțului, precum și pentru propria lor siguranță. Unii dintre ei credeau chiar că ar putea fi întemnițați pentru a fi îndepărtați definitiv de la putere.
Patriarhul a acționat ca un complice în timpul revoltelor din 1181 care au însoțit încercarea celor doi uzurpatori de a prelua puterea. Rebeliunea a eșuat, iar Teodosie i-a adăpostit într-o mănăstire pe Maria Porfirogeneta, pe Rénier de Montferrat și pe alți membri ai aristocrației care au fost implicați în acea conspirație. Încercarea de preluare a puterii de către Maria Porfirogeneta și Rénier de Montferrat a eșuat, dar protecția acordată lor de Teodosie l-a forțat pe Alexie să ofere o amnistie conspiratorilor, pe care Maria Porfirogeneta a refuzat-o, intenționând să comploteze din nou. 
Cu sprijinul patriarhului și prin activitatea Mariei Porfirogeneta, a izbucnit o încăierare la Biserica „Sfânta Sofia”, ce s-a transformat curând într-o revoltă generală care a durat aproximativ trei luni, iar Teodosie a intervenit la împărăteasa mamă, Maria a Antiohiei, pentru a pune capăt rebeliunii. Protosebastosul Alexie l-a acuzat pe patriarh că a încurajat rebeliunea și a reușit să obțină înlăturarea sa temporară de pe tronul patriarhal, mai întâi la Mănăstirea Terebinthos⁠(en)[traduceți] și apoi la Mănăstirea Hristos Pantepoptes⁠(en)[traduceți]. O mare parte a populației s-a împotrivit cu tărie detronării lui Teodosie și a declanșat o răscoală populară, iar, înainte de sfârșitul anului, Teodosie a fost readus pe tronul patriarhal în urma presiunii opiniei publice și a aristocrației. De fapt, potrivit cronicarului Choniates, evenimentul întoarcerii pe tronul patriarhial a durat o zi întreagă ca urmare a entuziasmului mulțimii care s-a adunat ca să-l întâmpine.
S-a ajuns totuși la un compromis parțial atunci când regenta Maria a Antiohiei a promis că îl va înlătura pe Alexie de la putere și că va permite ca Maria Porfirogeneta și soțul ei să se întoarcă la palat. Regenta s-a angajat să-și țină amantul departe de putere, dar nu a putut să-și țină această promisiune și Alexie a continuat să conducă administrația imperială. Situația politică se afla într-un impas, iar, în acest timp, Andronic Comnenul, vărul lui Manuel, a strâns o armată în 1182 pentru a pune mâna pe tronul care era încă deținut oficial de tânărul Alexie al II-lea Comnen.

### În timpul domniei lui Andronic I
După neutralizarea protosebastosului Alexie în 1182, masacrarea latinilor din Constantinopol de către gloata revoltată (aprilie 1182) și trecerea mai multor aristocrați în tabăra lui Andronic Comnenul, Teodosie, acționând ca un garant al ordinii, a aprobat intrarea lui Andronic în Constantinopol și, de fapt, la îndemnul lui, l-a încoronat din nou ca împărat pe Alexie al II-lea la 16 mai 1182. Cu toate acestea, Andronic Comnenul, care era în vârstă și experimenta, nu avea încredere în Teodosie și și-a dat seama că popularitatea patriarhului era unul dintre obstacolele pe care trebuia să le depășească pentru a urca pe tronul imperiului. Intrarea în Constantinopol a lui Andronic a fost urmată de asasinarea Mariei Porfirogeneta și a împărătesei mamă Maria a Antiohiei, iar în 1183 s-a pus problema căsătoriei lui Alexie, fiul nelegitim al lui Manuel I (pe care l-a avut cu Teodora Vatatzina, fiica surorii sale), cu Irina, fiica nelegitimă a lui Andronic (pe care a avut cu Teodora Comnena).
Teodosie I s-a opus acestei căsătorii, pe care a considerat-o incestuoasă, dar a înțeles că a pierdut sprijinul Sinodului. Prin urmare, în august 1183 a abdicat de la tronul patriarhal, deschizând calea pentru urcarea pe tron a lui Andronic I și asasinarea lui Alexie al II-lea (în toamna anului 1183). După aceasta, Teodosie a trăit tot restul vieții ca ascet pe insula Terebinthos, unde s-a retras și s-a îndeletnicit cu scrisul. I se atribuie biografia lui Leontie al Ierusalimului, care a fost publicată împreună cu discursurile lui Makarios Chrysokephalos la Viena în 1793.